# Skršín
Skršín (deutsch Skirschina) ist ein landwirtschaftlich geprägtes Dorf im Okres Most (Tschechien). Der größte Teil der Bevölkerung arbeitet in den Industriegebieten der Gegend.

## Geschichte
Die erste schriftliche Erwähnung stammt aus dem Jahr 1100.
In Chrámce befand sich die erste Brauerei im Bezirk Brüx. Anfang des 20. Jahrhunderts wurde noch ein Steinbruch betrieben.

## Sehenswürdigkeiten
Im Ortsteil Chrámce befindet sich das Schloss Kramitz und im Schlosspark eine Statue des Hl. Johann Nepomuk. Die Herrschaft gehörte von 1720 bis 1762 den Freiherren von Zessner-Spitzenberg, danach war es im Besitz des Josef Leopold Graf d’Elbeuf, der von 1795 bis 1805 das Schloss erbauen ließ.
Friedhofskapelle „Jungfrau Himmelfahrt“, pseudogotischer Bau.

## Ortsteile
Die Gemeinde Skršín besteht aus den Ortsteilen  Dobrčice (Dobschitz),  Chrámce (Kramitz) und Skršín (Skirschina). Das Gemeindegebiet gliedert sich in die Katastralbezirke Dobrčice u Skršína, Chrámce und Skršín.